# شداد بن الهاد الليثي
شداد بن الهاد الليثي صحابي , اسمه شداد بن الهاد واسم الهاد أسامة بن عمرو وهو الهادي بن عبد الله بن جابر بن بشر بن عتوراة بن عامر بن ليث بن بكر بن عبد مناة بن كنانة الكناني الليثي حليف بني هاشم ، وهو والد عبد الله بن شداد .

## قرابته مع الصحابة
كان شداد بن الهاد الليثي سلفا لرسول الله ولأبي بكر الصديق ولجعفر بن أبي طالب ولعلي بن أبي طالب رضي الله عنهم لأنه كان زوج سلمى بنت عميس أخت أسماء بنت عميس , وكانت أسماء امرأة جعفر وأبي بكر وعلي وهي أخت ميمونة بنت الحارث زوج النبي ﷺ لأمها .

## سيرته
سكن شداد المدينة ثم تحول إلى الكوفة , ومن روايته للحديث عن عبد الله بن شداد بن الهاد عن أبيه أنه قال خرج علينا رسول الله ﷺ فيإحدى صلاتي العشي الظهر أو العصر وهو حامل أحد ابني ابنته الحسن أو الحسين، فتقدم النبي ﷺ ، فوضعه عند قدمه اليمنى ثم كبر للصلاة فصلى فسجد بين ظهراني صلاته سجدة فأطالها فرفعت رأسي من بين الناس فإذا النبي ﷺ ساجد وإذا الصبي على ظهره فرجعت في سجودي فلما قيل يا رسول الله لقد سجدت سجدة أطلتها فظننا أنه قد حدث أمر أو كان يوحى إليك قال كل ذلك لم يكن ولكن ابني ارتحلني فكرهت أن أعجله.